# 1943 у футболі
Нижче наведені футбольні події 1943 року у всьому світі.

## Засновані клуби
- Валетта (Мальта)
- Нант (Франція)

## Національні чемпіони
- Аргентина: Бока Хуніорс
- Німеччина: Дрезднер
- Туреччина: Фенербахче
- Хорватія: Граджанскі
- Швеція: Норрчепінг